# Turn Me Loose
Turn Me Loose ist das erste Studioalbum des US-amerikanischen Country-Musikers Vince Gill. Es erschien im Jahr 1984 unter dem Label RCA Nashville.

## Titelliste
1. Turn Me Loose (Gill) – 3:09
2. Oh Carolina (Randy Albright, Jim Elliot, Mark D. Sanders) – 3:16
3. Don’t Say That You Love Me (Gill, Emory Gordy, Jr.) – 2:47
4. Waitin’ for Your Love (Gill) – 3:04
5. Half a Chance (Gill) – 3:35
6. Victim of Life’s Circumstances (Delbert McClinton) – 3:18
7. ’Til the Best Comes Along (Gill) – 3:41
8. Livin' the Way I Do (Gill) – 3:20

## Rezeption
Allmusic-Kritiker Jim Worbois, bezeichnete das Album „als schönes Beispiel für Gills Songwriting- und Darbietungskünste“. Er vergab insgesamt drei der fünf möglichen Bewertungseinheiten für Turn Me Loose. Das Album erreichte Platz 64 der Billboard Country-Albums-Chart. Die Singleauskopplung Victim of Life’s Circumstances belegte Platz 40 der Billboard Country Songs Chart im Jahr 1984. Die Singles Oh Carolina und Turn Me Loose erreichten die Ränge 38 und 39 in den Charts.